# Muille-Villette
Muille-Villette è un comune francese di 847 abitanti situato nel dipartimento della Somme nella regione dell'Alta Francia.

## Società

### Evoluzione demografica
Abitanti censiti